# Giovanni Battista Salvatoni
Giovanni Battista Salvatoni (Gandino, 1909 – Palacio Ibarra, 14 marzo 1937) è stato un militare italiano, decorato con la medaglia d'oro al valor militare alla memoria nel corso della guerra di Spagna.

## Biografia
Nacque a Gandino, provincia di Bergamo, nel 1909, figlio di Battista. 
Chiamato a prestare servizio militare di leva nel Regio Esercito nell'aprile 1930, fu assegnato al 2º Reggimento artiglieria da montagna fino al settembre 1931 allorché fu posto in congedo con il grado di caporale maggiore, considerato idoneo a ricoprire il grado di sergente.  Nel novembre 1936, arruolatosi volontario per l'Africa Orientale Italiana, fu destinato dal deposito del 7º Reggimento artiglieria divisionale al gruppo artiglieria divisionale di marcia A.O.I. Successivamente ottenne di passare fra i volontari in partenza per la guerra di Spagna, e si imbarcò a Napoli il 5 febbraio. Arrivato a destinazione venne assegnato alla 2ª Batteria di accompagnamento del II gruppo Bandera della Divisione Centauro. Cadde in combattimento a Palacio Ibarra il 14 marzo 1937, e fu insignito della medaglia d'oro al valor militare alla memoria.

### Fonti
1. ↑  Gruppo Medaglie d'Oro al Valore Militare 1965, p. 2.
2. ↑  Combattenti Liberazione.
3. 1 2 3 4  Bianchi 2012, p. 207.
4. ↑  Bianchi 2012, p. 206.
5. ↑   Medaglia d'oro al valor militare Salvatoni, Giovan Battista, su quirinale.it, Quirinale. URL consultato l'11 febbraio 2023.
6. ↑  Registrato alla Corte dei conti lì 15 novembre 1937, registro n. 38 guerra, foglio 255.